# التلفزيون في السعودية
أعلن عن إنشاء تلفزيون المملكة العربية السعودية الرسمي في عام 1962. وحاليًا تهيمن على الشرق الأوسط خمس شركات رئيسية فقط وهي: تلفزيون دبي، إم بي سي، المؤسسة اللبنانية، روتانا والتلفزيون السعودي معًا يسيطرون على 80% من سوق التلفاز في الشرق الأوسط. السعودية تشكل سوقًا رئيسيًا للقنوات العربية المجانية والمدفوعة.والمستثمرون السعوديون هم وراء الشبكات الرئيسية مثل إم بي سي وOSN وغيرها.المملكة العربية السعودية لديها ثاني أعلى نسبة انتشار الفضائيات في المنطقة العربية بنسبة 97% وهناك 85 قناة مقرها المملكة العربية السعودية.

## التاريخ
البث التلفزيوني الأول في المملكة العربية السعودية كان في 17 يونيو 1955م وكانت القناة تسمى عين الصحراء. وكانت البرامج في القناة باللغة الإنجليزية للعاملين في القوات الجوية الأمريكية في قاعدة الظهران الجوية. وكانت البرامج من التلفزيون الأمريكي المعاصر لذلك تم حذف بعض الأشياء الممنوعة في السعودية من قبل الحكومة السعودية مثل الإباحية والكحول والمخدرات والديانة المسيحية والإشارات إلى إسرائيل من البرامج التلفزيونية. وفي سبتمبر عام 1957م بدأت شركة أرامكو خدمة التلفزيون لموظفينها في الظهران ويقدر عددهم ب9،000 موظف. لسنوات عديدة عارض رجال الدين إنشاء القنوات التلفزيونية الوطنية كان يعتقد أنها غير أخلاقية. وفي عام 1965م بدأ أول بث للتلفزيون السعودي الوطني وكان أول بث تلاوة للقرآن الكريم. بعض السعوديين حاولوا إغلاق القنوات التلفزيونية في السعودية وكان من بينهم خالد بن مساعد الذي حاول تفجير مبنى التلفزيون السعودي
نوال بخش كانت أول فتاة سعودية تطل على شاشة تلفزيون المملكة في عام 1386هـ\1966م وأول صوت نسائي يقدم البرامج الجماهيرية على الهواء من إذاعة الرياض خلال الفترة المفتوحة في أول أيام عيد الفطر في عام 1416هـ
وبعد حادثة مكة المكرمة عام 1979، منعت النساء من الخروج في التلفزيون لفترة قصيرة، وبعد ذلك تم منع خروج النساء في التلفزيون خلال شهر رمضان. ومع إطلاق عربسات أصبحت القنوات الفضائيات العربية متاحة للبث منذ عام 1985م لكن لم يتم بث أي قناة عربية حتى عام 1990م.القنوات العربية أصبحت مفيدة وتجارية وكانت برامج الترفيه والأخبار الغربية لها تأثير عميق كما أن البرامج الأجنبية لها شعبية كبيرة. في أوائل 1990م بدأ الملك فهد الاستثمار في الأعمال التلفزيونية من خلال عبد العزيز آل إبراهيم وخالد إبراهيم. وأسسوا أول قناة فضائية خاصة في العالم العربي قناة إم بي سي السعودية التي تأسست عام 1991م. خرجت بعد قناة إم بي سي قنوات عربية أخرى كانت القنوات لسعوديين ولبنانيين. وفي عام 2003 وصل عدد القنوات العربية 15 قناة 4 منها مملوكة لسعوديين. وبحلول منتصف 2000م بدأت العديد من النساء بالظهور على شاشة التلفزيون السعودي.

## القنوات التي تديرها الحكومة

شعار القناة الثانية

شعار قناة الإخبارية

القنوات المملوكة للحكومة تدار من قبل وزارة الثقافة والإعلام. وعدد القنوات التي تديرها الحكومة 14 قناة وتركز برامج القنوات في الغالب على التعليم والترفيه والمواضيع الدينية.
- القناة الأولى: قناة منوعة تهدف لرضى جميع فئات المجتمع من خلال برامجها المختلفة.
- القناة الثانية: قناة أنشأت من أجل المقيمين في المملكة العربية السعودية الناطقين باللغة الإنجليزية أو التي تعتبر الإنجليزية لغتهم الثانية.
- القنوات الرياضية: وتتكون من 6 قنوات متخصصه تعنى بتنمية الشباب وتحفيزه للمشاركة في المنافسات الرياضية والثقافية والعلمية والترفيهية.
- قناة الإخبارية: أنشئت للتغطيه الخبرية والبرامج الحوارية والسياسية التحليلية.
- قناة أجيال: مختصه بتقديم كل ماهو مخصص للأطفال.
- قناة القرآن الكريم: قناة تبث من مكة المكرمة بث حي مباشر على مدار اليوم للحرم المكي الشريف وتنقل جميع الصلوات.
- قناة السنة النبوية: قناة تبث من المدينة المنورة بث حي مباشر على مدار اليوم للمسجد النبوي الشريف وتنقل جميع الصلوات.
- قناة الاقتصادية السعودية: تهتم بالاقتصاد السعودي والخليجي والعالمي.
- قناة الثقافية: تهتم بالثقافة والمثقفين في المملكة وتعمل على نقل وطرح الأحداث الثقافية من أدب وشعر وتراث وحوار والموروث الشعبي وأفلام وثائقية عن الثقافة.

## قنوات سعودية فضائية خاصة

شعار شبكة FOX

شعار قناة وناسة

شعار قناة العربية

شبكة روتانا

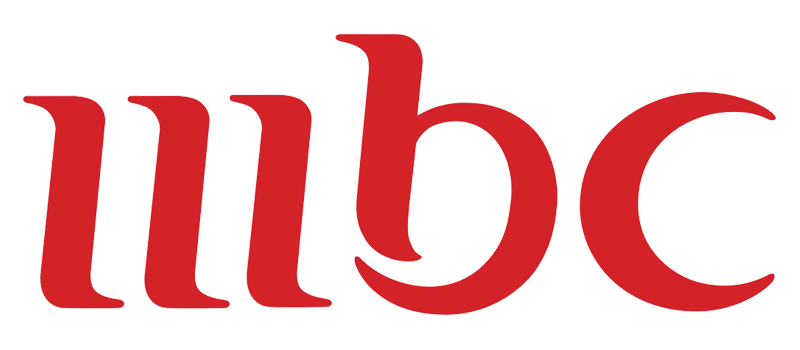
شبكة mbc

- MBC 1
- MBC 2
- MBC 3
- MBC 4
- MBC MAX
- MBC Action
- MBC Persia
- MBC Bollywood
- MBC Drama
- MBC MASR
- mbc pro sport
- قناة العربية
- قناة وناسة
- العربية الحدث
- Fox Movies
- Fox Series
- روتانا سينما
- روتانا زمان
- روتانا خليجية
- روتانا موسيقى
- روتانا مصرية
- روتانا كلاسيك
- قناة الرسالة
- الفضائية اللبنانية
- قناة فور شباب
- قناة ديزني الشرق الأوسط
- قناة بداية
- شبكة أوربت شوتايم
- CNBC
- شبكة المجد الفضائية
- قناة اقرأ
- قناة الساحة
- قناة الصحراء
- قناة العرب الإخبارية
- قناة الفرسان
- السعودية الأولى
- السعودية الثانية
- القناة الرياضية السعودية
- قناة الإخبارية
- قناة أجيال
- قناة القرآن الكريم
- قناة السنة النبوية
- القناة الاقتصادية
- القناة الثقافية
- SBC